# Oleg Zemliakov
Oleg Zemliakov (en rus: Олег Земляков) (Petropavl, província del Kazakhstan Septentrional, 7 de juliol de 1993) és un ciclista kazakh. Professional des del 2014, actualment a l'equip Vino-Astana Motors. Del seu palmarès destaca el campionat nacional en ruta de 2015, i el Tour de les Filipines de 2016.

## Palmarès
- 2014
  -  Campió del Kazakhstan sub-23 en contrarellotge
- 2015
  -  Campió del Kazakhstan en ruta
  -  Campió del Kazakhstan sub-23 en ruta
- 2016
  - 1r al Tour de les Filipines i vencedor d'una etapa